# Arrest Alpine Investments
Het arrest Alpine Investments / Minister van Financiën is een uitspraak van het Hof van Justitie van de Europese Gemeenschappen van 10 mei 1995 (zaak C-384/93), inzake
- een verbod van telefonische colportage voor financiële diensten (cold calling),
- óók voor potentiële klanten buiten Nederland.

## Casus
Alpine Investments had op grond van de Wet Effectenhandel een vergunning voor bemiddeling bij goederentermijncontracten. 
Bij deze vergunning kon de Nederlandse minister van Financiën nadere voorwaarden opleggen.
De directie van Alpine Investments B.V. bestond uit Rand Ragusa, afkomstig uit Lake Charles, Louisiana (VS), en Robin van Garderen uit Arnhem. Beiden hadden ze met succes de benodigde diploma's behaald zoals vereist door de National Commodity Futures Examination 
(NCFE or Series 3).
Op 12 november 1991 verbood de minister Alpine Investments telefonische colportage voor financiële diensten (cold calling) bij potentiële klanten in Nederland én in andere landen.

8. Op 1 oktober 1991 besloot de minister van Financiën om het financiële tussenpersonen die buiten beurs beleggingen op de goederentermijnmarkt aanbieden, algemeen te verbieden potentiële opdrachtgevers via "cold calling" te benaderen.

9. Volgens de Nederlandse regering werd dit besluit genomen nadat in 1991 bij de minister van Financiën verschillende klachten waren binnengekomen van beleggers die met deze beleggingsvorm slechte ervaringen hadden opgedaan. Daar deze klachten ten dele afkomstig waren van beleggers uit andere Lid-Staten, breidde hij het verbod uit tot diensten die vanuit Nederland in andere landen worden aangeboden, teneinde de reputatie van de Nederlandse financiële sector te beschermen.

10. Onder deze omstandigheden verbood de minister van Financiën Alpine Investments op 12 november 1991 om potentiële opdrachtgevers telefonisch of in persoon te benaderen, tenzij zij vooraf uitdrukkelijk schriftelijk hadden laten weten, dat met hen op deze wijze contact mocht worden opgenomen.

## Procesverloop
Beschikking van de minister. Bezwaar. Beroep bij het College van Beroep voor het bedrijfsleven.
Deze instantie heeft het Hof van Justitie verzocht om een prejudiciële beslissing.

## Rechtsvraag
- Vormt de beschikking van de minister een belemmering voor het vrije verkeer van diensten wat betreft potentiële klanten in andere lidstaten? (Ja.)
- Is een uitzondering gerechtvaardigd? (Ja.)

## Uitspraak Hof
Het verbod van telefonische colportage (cold calling) voor financiële diensten op het gebied van goederentermijnhandel (beleggingen in goederentermijncontracten) is een beperking op het vrije verkeer van diensten.
Deze beperking is gerechtvaardigd door de belangen die met een dergelijk verbod zijn gediend.

[dictum] 1. Artikel 59 EEG-Verdrag moet aldus worden uitgelegd, dat het betrekking heeft op de diensten die een dienstverrichter telefonisch aan in een andere Lid-Staat gevestigde potentiële ontvangers aanbiedt en die hij verricht zonder de Lid-Staat waar hij is gevestigd, te verlaten.
2. De regeling van een Lid-Staat die de op zijn grondgebied gevestigde dienstverrichters verbiedt, potentiële opdrachtgevers, gevestigd in andere Lid-Staten, zonder dat zij daarom hebben gevraagd, op te bellen om hun diensten aan te bieden, levert een beperking op het vrij verrichten van diensten in de zin van artikel 59 van het Verdrag op.
3. Artikel 59 van het Verdrag staat niet in de weg aan een nationale regeling die, teneinde het vertrouwen van de beleggers in de nationale financiële markten te beschermen, verbiedt om potentiële opdrachtgevers, gevestigd in andere Lid-Staten, zonder dat zij daarom hebben gevraagd, op te bellen om aan hen diensten in verband met beleggingen in goederentermijncontracten aan te bieden.

## Betekenis
Het Hof onderkent een belemmering voor het vrije verkeer, ondanks afwezigheid van discriminatie: het verbod geldt voor potentiële klanten in Nederlands én daarbuiten. Het gevoerde beleid discrimineerde dus niet, maar beperkte een bepaalde vorm van grensoverschrijdende dienstverlening. Door dit arrest is de werking van artikel 59 EEG-verdrag uitgebreid naar non-discriminatoire maatregelen.
Voorts is het arrest van belang door de interpretatie die het Hof geeft aan het grensoverschrijdende element, een noodzakelijke voorwaarde voor de toepassing van het unierecht inzake vrij verkeer. Deze zaak betrof een in beginsel zuiver interne situatie, aangezien het om colportage van Nederlanders door een Nederlandse onderneming ging. Het louter potentiële telefonisch aanbod dat Alpine Investments aan buitenlandse particulieren kon doen volstond voor het Hof om het grensoverschrijdend element als voorwaarde vervuld te beschouwen.